# وگشاید
وگشاید (به آلمانی: Wegscheid) یک شهر در آلمان است که در بایرن واقع شده‌است.

## خصوصیات
وگشاید ۸۰٫۶۸ کیلومترمربع مساحت دارد ۷۱۸ متر بالاتر از سطح دریا واقع شده‌است.